# Battulgyn Temüülen
Battulgyn Temüülen (mongolisch Баттулгын Тэмүүлэн; * 10. Juli 1989 in Ulaanbaatar) ist ein ehemaliger mongolischer Judoka.

## Karriere
Er trat bei zahlreichen internationalen Wettkämpfen an, unter anderem den Olympischen Sommerspielen 2016 in Rio de Janeiro und den Weltmeisterschaften 2015 in Astana.
Battulgyn Temüülen trat erstmals bei den Judo-Juniorenweltmeisterschaften 2008 in Bangkok an, wo er bereits die Bronzemedaille errang. 2009 belegte er den dritten Platz bei den Asienmeisterschaften in Taipei und wiederholte diesen Erfolg auch 2012 in Taschkent und 2013 in Bangkok. Im Schwergewicht bei den Olympischen Spielen 2016 schied er in der ersten Runde gegen Mohamed-Amine Tayeb aus. Battulgyn war auch Fahnenträger der mongolischen Mannschaft bei der Eröffnungsfeier. Bei den Judo-Weltmeisterschaften 2015 errang er mit dem Team die Bronzemedaille.